# Hermann Paul
Pour les articles homonymes, voir Paul.
Ne doit pas être confondu avec Hermann-Paul.
Hermann Otto Theodor Paul (né le 7 août 1846 à Salbke et mort le 29 décembre 1921 à Munich) est un linguiste, spécialiste de l'allemand médiéval. Professeur de langue et de littérature allemande à Fribourg et à Munich, il fut une des figures de proue du mouvement néogrammairien.
Le principal ouvrage de Paul est Principes de l'Histoire des langues (Prinzipien der Sprachgeschichte), dont il existe une traduction anglaise (Principles of the History of Language) depuis 1970. Il n'existe cependant aucune traduction officielle francophone de l'ouvrage.

## Biographie
Hermann Paul est le fils d'un maçon et grossiste en pierres à bâtir de Salbke, un quartier du sud-ouest de Magdebourg. Il effectua ses études secondaires au lycée Notre-Dame de Magdebourg. Il reçut les cours d'un précepteur, Franz Heyne (de) et passa son baccalauréat en 1866.
D'abord intéressé par les mathématiques, il s’inscrivit à l'automne 1866 à l'Université de Berlin aux cours de philologie de Heymann Steinthal. L'année suivante il changea pour Leipzig, où il soutint sa thèse de doctorat (« Les prémices de la courtoisie chez Freidank ») en 1870 sous la direction de Friedrich Zarncke. Au mois d’octobre 1872 il passait son habilitation avec un mémoire sur « Étude critique et commentaires sur le Tristan de Godefroi. » En 1874, il reçut une offre de professeur auxiliaire de langue et de littérature allemande à l'Université de Fribourg-en-Brisgau. Au mois de mars 1877, il devenait professeur titulaire et il refusa même en 1888 un poste à Giessen.
En 1892, il fut élu membre correspondant de l'Académie bavaroise des sciences et membre titulaire l'année suivante. En 1893 il prit la succession de Matthias von Lexer (de) à la chaire de Philologie allemande de l’Université de Munich, et devint en 1909 recteur de l'université.
En 1905, âgé déjà de 59 ans, il se maria ; il souffrait depuis 1864 d'une maladie de l’œil, qui dégénéra, l'âge venant, en une cécité totale, si bien qu'à partir de 1916 on le déchargea de l'obligation de donner des conférences et qu'on lui délégua des adjoints pour les tâches administratives.

## Œuvre scientifique
En tant que chef de file des « néogrammairiens », Paul est l'un des figures les plus marquantes de l’histoire de la linguistique allemande. Son système de la nouvelle grammaire a stimulé et profondément réorienté la sémantique, la lexicographie et l'étude de l'évolution des langues. Dès 1873, l'année suivant sa thèse d'habilitation, il publiait avec Wilhelm Braune le premier cahier de la collection Beiträge zur Geschichte der deutschen Sprache und Literatur aux éditions Max Niemeyer (de) à Halle (Saale). En tant que médiéviste, il a édité nombre de textes en moyen haut-allemand, entre autres les contes d’Hartmann von Aue et les lais de Walther von der Vogelweide. Sa « Grammaire du Moyen haut-allemand » (Mittelhochdeutsche Grammatik, 1881) est toujours très utilisée et il a produit le premier volume de la collection de l’Altdeutsche Textbibliothek. Dans les années 1880, Paul s'est consacré de plus en plus à l'étude de l'allemand moderne et, comme lexicographe et historien de la grammaire allemande, il a contribué à l'évolution de l'allemand écrit. Par deux ouvrages considérables (« Principes de l'Histoire des langues », « Dictionnaire de l'Allemand »), il a entrepris une exposition systématique de la sémantique allemande et donné une impulsion décisive à la linguistique naissante en y apportant un éclairage historique, qui en a fait un élément de la culture moderne. Sa conception de la linguistique est d'inspiration nettement empirique.
Son action en tant que recteur à Munich est marquée par la volonté d'étendre aux sciences humaines la tradition des séminaires et exposés, encore confinée à l'époque aux cursus de médecine et de sciences naturelles.

## Écrits (sélection)
- Über die ursprüngliche Anordnung von Freidanks Bescheidenheit., Leipzig, C. P. Melzer, 1870 (thèse présentée en 1870 à l'Université de Leipzig, 66 p.).
- Gab es eine mittelhochdeutsche Schriftsprache? Lippert, Halle 1873.
- « Die Vocale der Flexions- und Ableitungssilben in den ältesten germanischen Dialecten. », Beiträge zur Geschichte der deutschen Sprache und Literatur, no 4,‎ 1877, p. 314–475.
- « Zur Geschichte des germanischen Vocalismus », Beiträge zur Geschichte der deutschen Sprache und Literatur,‎ 1879, p. 1–15 (lire en ligne).
- Beiträge zur Geschichte der Lautentwicklung und Formenassoziation., 1879–1882.
- (de) Principien der Sprachgeschichte. Niemeyer, Tübingen, Tübingen, M. Niemeyer, 1880 (réimpr. digitale 5e, 1920 ; 10e rééd. 1995), 428 p. (ISBN 3-484-22005-8, lire en ligne).
  - traduction partielle en français : Principes de l’Histoire des Langues)
- Mittelhochdeutsche Grammatik., coll. « Sammlung kurzer Grammatiken germanischer Dialekte, A, 2 », 1881 (réimpr. 15e, préparée par Ludwig Erich Schmitt; 18e éd. prép. par Walther Mitzka (de); 21e rééd. prép. par Hugo Moser (de) et Ingeborg Schröbler (Tübingen 1975); 22e rééd. prép. par Hugo Moser, Ingeborg Schröbler et Siegfried Grosse (de), 1982 ; 23e éd. prép. par Peter Wiehl und Siegfried Glosse (Tübingen 1989); 25e éd. 2007), 684 p. (ISBN 3-484-64035-9).
- « Beiträge zur Geschichte der Lautentwicklung und Formenassociation. II: Vokaldehnung und Vokalverkürzung im Neuhochdeutschen. », Beiträge zur Geschichte der deutschen Sprache und Literatur 9,‎ 1884, p. 101–134.
- Grundriss der germanischen Philologie.Volume 1; Volume 2, Strasbourg, 1891-1893.
- « Ueber die Aufgaben der wissenschaftlichen Lexikographie mit besonderer Rücksicht auf das deutsche Wörterbuch. », Sitzungsberichte der philos.-philol. Klasse der Bayerischen Akademie der Wissenschaften, no 1,‎ 1894, p. 53–91.
- Zur Wortbildungslehre. Deutsches Wörterbuch, 1896.
- (de) Deutsches Wörterbuch., Halle-sur-Saale, Niemeyer, 1897 (réimpr. 10e, 2002), 1243 p. (ISBN 3-484-73057-9, lire en ligne).
- « Über die Umschreibung des Perfektums im Deutschen mit ‚haben‘ und ‚sein‘. », Abhandlungen der Bayerischen Akademie der Wissenschaften, I. Kl., vol. 22, no 1),‎ 1902.
- « Die Bedeutung der deutschen Philologie für das Leben der Gegenwart. (discours inaugural de recteur de l'université Louis-et-Maximilien, prononcé le 11 décembre 1909) », Beilage zur Allgemeinen Zeitung München, Munich, no 258,‎ 15 novembre 1909
- Deutsche Grammatik., Halle-sur-Saale, 1916–1920, 5 vol. (lire en ligne).
- Aufgabe und Methode der Geschichtswissenschaften., Berlin et Leipzig, 1920.
- Über Sprachunterricht., Halle-sur-Saale, 1921.